# Nismet
Nismet est une mini-série dramatique française en quatre épisodes de 36 à 42 minutes, créée et réalisée par Philippe Faucon diffusée le 27 février 2025 sur le réseau Arte. Elle raconte l'histoire de Nismet Hrehorchuk.

## Synopsis
Nismet est une adolescente qui vit chez sa mère fragile, Najoua, et le compagnon de cette dernière, Denis. Après qu'il l'a agressée sexuellement, Nismet abandonne le domicile familial. Repérée par une patrouille de police, elle est placée en foyer par l'aide sociale à l'enfance. Mais elle se sent coupable d'avoir laissé sa mère seule sous l'emprise d'un homme violent.
À l'occasion d'une visite chez sa mère qu'elle trouve enfermée par Denis, Nismet lui dit qu'elle risque d'être victime de féminicide. Peu après, Najoua, après avoir interrogé Denis sur ce qu'il a fait à Nismet, le drogue et le poignarde, le tuant quand il se met à l'étrangler. Elle se dénonce à la police et va en prison. Nismet devient dans son quartier « la fille de la meurtrière ».
Étudiante, Nismet souhaite payer la défense de sa mère. En demandant du travail comme serveuse dans une boîte de nuit, le patron lui propose de travailler plutôt comme danseuse-stripteaseuse et go-go danseuse à sa majorité. Elle adopte cette occupation parvenue à ses 18 ans mais se tient à l'écart des clients, aidée par un jeune vigile, Damien, avec qui elle commence à sortir. Mais quand le procès arrive, les déclarations de Nismet ne suffisent pas à amoindrir la sentence de sa mère, condamnée à quinze ans de prison.
Alors qu'elle travaille comme stagiaire dans un EHPAD, Nismet apprend que sa mère est morte en prison. Elle comprend en écoutant l'hommage de ses codétenues qu'elle a cédé au désespoir. Nismet veut respecter le souhait de sa mère d'être enterrée dans son pays natal, le Maroc. Par le consulat, elle reprend contact avec sa tante, dont la famille l'accueille sur place.

## Distribution
- Emma Boulanouar : Nismet
- Loubna Abidar : Najoua
- Théo Costa-Marini : Denis
- Nismet Hrehorchuk : Brigitte
- Arthur Legrand : Damien
- Jack Claudany : Le président du tribunal
- Renaud Hézèques : Pierre
- Sebastien Colaert : Vigile discothèque
- Léna Robin : Sylvie
- Inès Doyen : Souad
- Chloé Rémillard : Sandrine

## Production

### Développement
Nismet Hrehorchuk rencontre Philippe Faucon alors qu'elle joue un petit rôle dans son film Amin. Elle lui raconte son histoire, qui intéresse le réalisateur, et ils écrivent ensemble le scénario. Des éléments de sa biographie réelle sont modifiés pour atténuer un réel trop violent, Nismet Hrehorchuk ayant quitté le domicile familial à douze ans et non seize. Elle déclare : « Il y a des choses que 25 ans après, le monde, la France, la justice ne sont pas aptes à comprendre alors qu'il est peut-être temps ».

« Avec cette série, j’ai réécrit mon histoire, j’ai redonné une voix à ma mère et je peux désormais tourner la page »

.

### Attribution des rôles
Le rôle principal est attribué à Emma Boulanouar, actrice révélée par la série télévisée Ici tout commence. Le rôle de la mère revient à Loubna Abidar, qui est « tombée amoureuse de ce personnage » difficile. Nismet Hrehorchuk y joue le rôle de la directrice du foyer, qui était devenue pour elle sa seconde mère.

### Tournage
La série est tournée en partie à Mons-en-Barœul et dans les environs de Lille.

### Fiche technique
- Titre original : Nismet
- Réalisation : Philippe Faucon
- Scénario : Philippe Faucon et Nismet Hrehorchuk
- Décors :
- Costumes :
- Photographie : Laurent Fénart
- Son :
- Montage : Sophie Mandonnet
- Musique : Amin Bouhafa
- Production : Jacques Essebag et Nora Melhli
- Sociétés de production :
- Société de distribution : Arte France
- Pays d’origine :  France
- Langue originale : français
- Format : couleur
- Genre : drame
- Durée : 36-42 minutes
- Dates de première diffusion :
  - France : 2024 (Festival de la fiction de La Rochelle) ; 20 février 2025 sur Arte.tv (Internet) ; 27 février 2025 sur Arte (télévision)

## Accueil

### Récompenses et distinctions
- Festival de la fiction de La Rochelle 2024 : prix de la Meilleure série[4]

### Diffusion
La mini-série télévisée est disponible dès le 20 février 2025 sur le site internet de la chaîne Arte. Elle est diffusée à la télévision le soir du 27 février 2025. 

### Critiques
Pour Xavier Leherpeur, « Philippe Faucon retrouve avec Nismet un terrain social et féminin qu’il connaît bien. […] Sa manière de découper le quotidien de Nismet avec à la fois intelligence dramaturgique, délicatesse de trait et pudeur d’approche est remarquable. »
France Info apprécie « Une série aride et généreuse, inspirée d'une histoire vraie, réalisée avec réalisme par Philippe Faucon ».
Pour Le Monde, « Les quatre épisodes de cette minisérie […] sont la quintessence de l’art du cinéaste, de sa manière singulière de mettre en évidence la douleur à force de douceur ».
Les Inrockuptibles saluent « une chronique adolescente remarquable et un retour à la série réussi pour Philippe Faucon ».
Pour Première, la série est « Une peinture naturaliste exigeante d'un parcours de vie dramatique, édifiant, mais jamais misérabiliste, qui préfère insister sur le courage et la force de Nismet ».
Ouest-France salue « Un récit poignant mais empli d’espoir ».

### Audiences
La série rassemble 735 000 spectateurs lors de sa diffusion à la télévision, réalisant 3,7% de parts d'audience.